# Salvador García (Leichtathlet)
Salvador García (Salvador García Melchor; * 1. November 1962) ist ein ehemaliger mexikanischer Marathonläufer.
1988 wurde er Zweiter beim Houston-Marathon in 2:11:50 h, und im Jahr darauf wurde er Zentralamerika- und Karibikmeister im Halbmarathon.
1990 wurde er Zweiter beim New-York-City-Marathon in 2:13:19, den er ein Jahr später in 2:09:28 gewann.
1992 siegte er beim Rotterdam-Marathon in seiner persönlichen Bestzeit von 2:09:16. Mit einem zehnten Platz in New York 1995 ging seine internationale Karriere zu Ende.